# Paul Auguste Danguy
Paul Auguste Danguy (* 27. August 1862 in Gagny, Département Seine-et-Oise; † 5. Februar 1942 in Paris) war ein französischer Botaniker. Sein offizielles botanisches Autorenkürzel lautet „Danguy“.

## Leben
Danguy widmete sich sehr früh den Naturwissenschaften. Er bestand die Licence in Paris und trat 1885 als Stipendiat in das Muséum national d’histoire naturelle ein. Im Januar 1888 wurde er Präparator, 1913 stellvertretender Direktor und 1928 bei seiner Pensionierung stellvertretender Ehrendirektor im Labor für Phanerogame, das von Édouard Bureau geleitet wurde.
Danguys Interesse galt der Paläobotanik und der Botanik der französischen Kolonien. Seine mehr als vierzig Schriften, die er teilweise mit Édouard Bureau, Henri Lecomte und Jean-Henri Humbert veröffentlichte, befassen sich mit den Familien Stylidiaceae und Hydrophylloideae aus Indochina, Zentralasien, Sibirien, den Kerguelen und Madagaskar. Danguy veröffentlichte die wissenschaftlichen Erstbeschreibungen zu den botanischen Gattungen Decarydendron, Hedycaryopsis, Schrameckia, Terminaliopsis und Thouvenotia sowie zu zahlreichen Arten. 1922 war er Co-Autor des Werks Madagascar: les bois de la forêt d’Analamazaotra von Henri Lecomte.
1888 wurde er Mitglied der Société botanique de France, in der er später Sekretär (1891) und Vizepräsident (1922) wurde.
Im Muséum national d’histoire naturelle klassifizierte Danguy die Herbarien (einschließlich der Pflanzen Madagaskars) und leitete öffentliche Exkursionen, bei denen seine Kenntnisse der Pariser Flora sehr geschätzt wurden.

## Dedikationsnamen und Ehrungen
Die Gattung Danguyodrypetes aus der Familie Putranjivaceae wurde zu Danguys Ehren von Jacques Désiré Leandri benannt. 1929 wurde er zum Ritter der Ehrenlegion ernannt.